# Julirevolution von 1830

Eugène Delacroix: Die Freiheit führt das Volk (1830)

Die Julirevolution von 1830, Les Trois Glorieuses („Drei Glorreiche [Tage]“), hatte den endgültigen Sturz der Bourbonen in Frankreich und die erneute Machtergreifung des Bürgertums in einem liberalen Königreich zur Folge. Ursache der Revolution war die reaktionäre Politik König Karls X. Er beabsichtigte, die Vorherrschaft des Adels wiederherzustellen (siehe Restauration). Als der König versuchte, das Parlament aufzulösen, erhoben sich im Juli 1830 in Paris Handwerker, Arbeiter und Studenten und zwangen ihn zur Abdankung und Flucht nach England. Da sich die Revolution an den drei Tagen vom 27. bis 29. Juli 1830 abspielte, werden diese im französischen Sprachraum auch als „Die Drei Glorreichen“ (Les Trois Glorieuses) bezeichnet.
Die Julirevolution brachte den sogenannten „Bürgerkönig“ (roi citoyen – Citoyen war ein Schlüsselwort der Revolutionäre von 1789) auf den Thron: Louis Philippe von Orléans. Die daher sogenannte „Julimonarchie“, eine Mischform aus konstitutioneller und parlamentarischer Monarchie, währte bis zur „Februarrevolution“ von 1848 und der Etablierung der Zweiten Französischen Republik.

## Ursachen
Das Kabinett unter dem Grafen Jules de Polignac regierte konsequent an der Abgeordnetenkammer vorbei. Gemeinsam mit den sozialen Problemen der einsetzenden Industrialisierung (siehe Industrielle Revolution) führte dies im Sommer 1829 zu einer politisch explosiven Stimmung. Zwar konnte im Frühjahr 1830 Algerien erobert werden, gleichzeitig waren dadurch jedoch Teile der königstreuen Armee im Ausland gebunden. Ähnlich der „großen“ Revolution von 1789 verband sich das liberale (und auch bonapartistische) Bürgertum mit der proto-proletarischen Unterschicht, die erstmals seit 1795 wieder politisch aktiv wurde. Vorbereiter der Revolution war der Chefredakteur der liberalen Zeitung Le National Adolphe Thiers, der in den folgenden Regierungen zu einem der wichtigsten französischen Politiker wurde.

## Auslöser und Ablauf
Unmittelbarer Auslöser der Julirevolution waren die am 26. Juli 1830 verkündeten „Juliordonnanzen“, in denen die Abgeordnetenkammer aufgelöst, der Wahlzensus nach oben gesetzt und die Pressefreiheit weiter eingeschränkt wurden. Die liberale Opposition betrachtete diese von Karl X. erlassenen Verordnungen als einen gegen sie gerichteten Frontalangriff. Bereits am Morgen des 27. Juli verfassten führende Journalisten und Zeitungsherausgeber einen Protest, in dem sie der von Polignac geleiteten Regierung ihre weitere Legitimität absprachen und Widerstand ankündigten. Sie ignorierten die Ordonnanz, welche die Pressefreiheit suspendierte, und publizierten ihren zum Widerstand gegen die Verordnungen Karls X. aufreizenden Protest in den oppositionellen Journalen Le National, Le Temps und Le Globe. Daraufhin erteilte der Pariser Polizeipräfekt den Befehl, die Druckerpressen der betreffenden Zeitungen zu konfiszieren und die Verfasser der Protestnote festzunehmen. Die Ausführung dieser Anordnung provozierte bei der Redaktion des Temps Demonstrationen, und die Ereignisse schaukelten sich hoch. Viele Drucker waren durch die Untersagung der Verbreitung ihrer Journale arbeitslos geworden, reagierten darauf zornig und zogen aufgebracht und gewaltbereit durch die Straßen von Paris. Auch Handwerker beteiligten sich an dem Protest. Es kam zum offenen Aufstand. Die auf diese Situation nicht vorbereitete Regierung stellte die nur 7000 Mann starke Garnison der Hauptstadt unter den Oberbefehl des wegen seines einstigen Abfalls von Napoleon Bonaparte verhassten Marschalls Auguste de Marmont. Dadurch spitzte sich die Lage in Paris weiter zu.
Nahe dem Palais Royal wurden noch am 27. Juli zwei Barrikaden errichtet. Zahlreiche Bürger versammelten sich und wollten für ihre politischen Freiheiten kämpfen. Gegen vielfachen Widerstand ließ Marmont strategisch bedeutsame Orte von Paris besetzen. Der im Schloss Saint-Cloud weilende Karl X. sowie sein Premierminister Polignac hatten eine derartig heftige Auflehnung nicht erwartet, waren aber zunächst dennoch überzeugt, die Lage unter Kontrolle halten zu können. Doch den Truppen Marmonts fehlte es an Munition und Lebensmitteln, die Reiterei wurde durch Barrikaden behindert, die Bürger griffen teils selbst zur Wehr und Frauen gossen von den Häusern herab siedendes Wasser und Vitriolsäure auf die Soldaten.
Am Morgen des 28. Juli vereinigten sich aufständische Studenten, Arbeiter und ehemalige Nationalgardisten zur Leistung noch größeren Widerstands; sie plünderten mehrere Waffendepots und stellten weitere Barrikaden auf. Ferner gelang ihnen die Besetzung des Rathauses. Angesichts der eskalierenden Lage bat Marmont den König brieflich dringend um die Übermittlung von Befehlen zur Befriedung von Paris. Der König hatte es schon am Vorabend gegenüber einem ihm aus der Hauptstadt gesandten Boten abgelehnt, den revoltierenden Einwohnern der französischen Metropole entgegenzukommen, um die gespannte Situation zu entschärfen. Stattdessen erteilte er Marmont umfassende Vollmachten und verhängte über Paris den Belagerungszustand.
Marmont vermochte mit seinen Truppen nicht, Paris wieder der Kontrolle des Königs zu unterwerfen. Seine Soldaten erlitten bei immer heftigeren  Barrikadenkämpfen starke Verluste; sie wurden auch wieder von den Häusern herab mit Gegenständen beworfen. Die Einheiten Marmonts hatten insgesamt 2500 Tote, Verwundete und Deserteure zu beklagen. Nun machten die liberalen Oppositionspolitiker Casimir Pierre Périer und Jacques Laffitte Marmont das Angebot, dass sie sich um die Wiederherstellung der Ordnung bemühen würden, wenn Karl X. die Juliordonnanzen zurückzöge. Der König wies aber diesen ihm rasch übermittelten Vorschlag zurück und befahl Marmont, mit seinen Truppen massenhaft gegen die Rebellen zu operieren. Am Morgen des 29. Juli gingen aber zwei Linienregimenter königstreuer Truppen zu den Aufständischen über, und die Schweizergarde, die den Louvre und Tuilerien-Palast verteidigen sollte, räumte diese Gebäude in panischem Schrecken. Die revoltierenden Pariser besetzten daraufhin den Louvre, während die Minister zum König nach Saint-Cloud flüchteten. Auch die Regierungstruppen flohen; und Marmont führte die ihm verbliebenen loyalen Kontingente ebenfalls nach Saint-Cloud. Paris war nun endgültig der Kontrolle des Königs entzogen. Die von Karl X. aufgelöste Nationalgarde wurde restituiert, an deren Spitze La Fayette trat. Eine neu konstituierte städtische Kommission, der liberale Deputierte wie Périer und Laffitte angehörten, hatte La Fayette das Oberkommando über die Nationalgarde erteilt.
Nun entschloss sich Karl X., die Juliordonnanzen zurückzunehmen, doch war es für ihn zu spät, um sich als König an der Macht halten zu können. Er sah sich zur Abdankung und Flucht nach Großbritannien gezwungen. Die Unruhen der proletarischen Unterschicht konnten ohne Probleme unterdrückt werden und die Republikaner begannen sich zu arrangieren. Die „Jakobiner“ konnten sich nicht durchsetzen, zumal ein republikanisches Frankreich außenpolitische Schwierigkeiten bis zu einer Intervention der Heiligen Allianz hätte fürchten müssen. Aus diesem Grunde setzte sich die gemäßigte Partei des Großbürgertums um Thiers und vor allem François Pierre Guillaume Guizot durch. Ein entfernter Vetter des Königs wurde auf den Thron gesetzt: Louis Philippe von Orléans, der sogenannte Bürgerkönig. Danach begann die Periode der „Julimonarchie“, die als Goldenes Zeitalter des französischen Bürgertums galt.

## Auswirkungen
Diese Revolution wirkte sich auch auf den Rest Europas aus. Nicht nur, dass die liberale Bewegung überall Auftrieb erhielt, es gab auch in mehreren Staaten des Deutschen Bundes wie dem Königreich Sachsen, dem Königreich Hannover, dem Kurfürstentum Hessen (Hessen-Kassel) und dem Herzogtum Braunschweig Unruhen und neue Verfassungen, die jedoch noch im landständischen Rahmen blieben.
Zu den direkten Folgen zählte die Berliner Schneiderrevolution vom 16. bis 20. September 1830.
In verschiedenen Staaten Italiens, so im Kirchenstaat, in Parma und in Modena gab es Unruhen der Carbonari (→Risorgimento), vor allem aber im seit dem Wiener Kongress von 1814/15 zwischen Preußen, Österreich und Russland aufgeteilten Polen (→Kongresspolen). Der Zar wurde als König von Polen abgesetzt und eine nationale Regierung unter Adam Jerzy Fürst Czartoryski gebildet. Erst im Herbst des Jahres 1832 wurde der Aufstand von russischen Truppen niedergeschlagen; Polen sank in den Rang einer russischen Provinz, in Paris entstand eine einflussreiche polnische Emigrantenszene, die sich aber bald in „Weiße“ und „Rote“ aufspaltete.
Auch in der unmittelbaren nordöstlichen Nachbarschaft Frankreichs gab es Auswirkungen: Die südlichen Niederlande rebellierten in der Belgischen Revolution gegen die Bevormundung aus dem Norden, wurden unabhängig und im November 1830 wurde das Königreich Belgien ausgerufen. Die Verfassung, die sich der neue Staat gab, galt als die fortschrittlichste Verfassung Europas. Die Grenzen des Landes wurden nach diversen Militäraktionen erst 1839 mit der Teilung des Großherzogtums Luxemburg festgelegt.
In der Schweiz kam es unter dem Eindruck der Julirevolution zu einer als Regeneration bezeichneten Erneuerung der liberalen Bewegung. In elf Kantonen wurden unter Druck des Bürgertums liberale Verfassungen eingeführt. Zu Gewalt kam es nur vereinzelt, vor allem in den Kantonen Neuenburg und Basel. Eine liberale Revision des Bundesvertrages scheiterte jedoch 1833 am Widerstand der konservativen Mehrheit der Kantone. Durch die Asylpolitik der liberalen Kantone wurde die Schweiz zum Zufluchtsort von politisch Verfolgten aus ganz Europa, so beispielsweise von Charles Louis Napoléon und Giuseppe Mazzini. Die 1830 entstandenen Spannungen zwischen liberalen und konservativen Kantonen führten zum Sonderbundskrieg von 1847. Die liberalen Erfolge und Experimente in einigen Kantonen machten die Schweiz und besonders Zürich nach 1830 zu einem wichtigen Vorbild für die liberale Bewegung in ganz Europa.
Längerfristig stärkte die Julirevolution die liberalen und demokratischen Bestrebungen in ganz Europa. Als der „Bürgerkönig“ Louis-Philippe sich immer mehr von seinen liberalen Wurzeln des Juste Milieu entfernte und sich schließlich der vom metternichschen System geprägten Heiligen Allianz anschloss, kam es 1848 zum Ausbruch einer weiteren bürgerlich-liberalen Revolution in Frankreich, der Februarrevolution 1848, bei der es zur Ausrufung der Zweiten Französischen Republik kam. Die Februarrevolution von 1848 löste auch die Revolutionen in vielen anderen Staaten Europas aus, die zur Überwindung der metternichschen Restauration führten.

## Rezeption
1831 stellte Eugène Delacroix sein Bild Die Freiheit führt das Volk zum Gedenken an die Julirevolution im Salon de Paris aus.
Mehrere Werke des französischen Komponisten Hector Berlioz sind Auftragswerke zum Andenken an die Opfer der Julirevolution. Dies ist zum einen das Requiem, das 1837 im Auftrag des Innenministers Adrien de Gasparin komponiert wurde und ursprünglich am 28. Juli 1838 uraufgeführt werden sollte, um einerseits der Revolution sowie andererseits der Toten des von Joseph Fieschi drei Jahre zuvor verübten Attentats auf Louis-Philippe zu gedenken, insbesondere Marschall Adolphe Édouard Mortier. Ein zweites Werk mit Bezug zur Revolution ist die zum 10. Jahrestag der Revolution 1840 uraufgeführte Grande symphonie funèbre et triomphale.